# Tryphon thomsoni
Tryphon thomsoni là một loài tò vò trong họ Ichneumonidae.